# Golf de Martaban
El golf de Martaban (en birmà Môktama Kwe) és un entrant de la mar d'Andaman situat al sud-est de Myanmar, entre el delta del riu Irrawaddy, la divisió de Yangon (a l'est) i l'estat Mon a l'est. Hi desaiguen els rius Irauadi i Salween entre d'altres. Li dona el seu nom la població de Mottama que antigament duia el nom de Martaban (que fou canviat als anys vuitanta).